# Finnerödja församling
Finnerödja församling var en församling i Skara stift och i Laxå kommun. Församlingen uppgick 2006 i Finnerödja-Tiveds församling.

## Administrativ historik
Församlingen bildades omkring 1630 genom en utbrytning ur Tivedsbodarne församling från att tidigare varit en del av Hova församling.
Församlingen var till 1870 annexförsamling i pastoratet Hova, Älgarås och Finnerödja som till 1791 även omfattade Fagerlids församling. Från 1870 till 1962 var församlingen ett eget pastorat. Från 1962 till 2006 var den moderförsamling i pastoratet Finnerödja och Tived. Församlingen uppgick 2006 i Finnerödja-Tiveds församling.

## Organister
| Period    | Namn          | Levnadstid | Övrigt   |
| --------- | ------------- | ---------- | -------- |
| 1857–1904 | Lars Wallgren | 1823–1905  | Organist |

## Kyrkor
- Finnerödja kyrka